# بورت ريبابليك (نيوجيرسي)
بورت ريبابليك (بالإنجليزية: Port Republic city, New Jersey)‏ هي مدينة تقع بولاية نيوجيرسي في الولايات المتحدة. تبلغ مساحتها 22.14 كم2، وترتفع عن سطح البحر 2.1336 م، بلغ عدد سكانها 1,115 نسمة في عام 2010 حسب إحصاء مكتب تعداد الولايات المتحدة وتصل الكثافة السكانية فيها 50.4 نسمة لكل كيلومتر مربع (130.5/ميل2).

## التركيبة السكانية
حدّد مكتب تعداد الولايات المتحدة بيانات التركيبة السكانية لبورت ريبابليك في تعداد الولايات المتحدة. في ما يلي، التركيبة السكانية حسب تعدادي 2000 و2010.

### تعداد عام 2000
بلغ عدد سكان بورت ريبابليك 1,037 نسمة بحسب تعداد عام 2000، وبلغ عدد الأسر 365 أسرة وعدد العائلات 289 عائلة مقيمة في المدينة. في حين سجلت الكثافة السكانية 46.8 نسمة لكل كيلومتر مربع (121.2/ميل2). وبلغ عدد الوحدات السكنية 389 وحدة بمتوسط كثافة قدره 17.6 لكل كيلومتر مربع (45.6/ميل2).
وتوزع التركيب العرقي للمدينة بنسبة 95.08% من البيض و1.64% من الأمريكيين الأفارقة و0.39% من الأمريكيين الأصليين و0.58% من الأمريكيين ذوي الأصول الآسيوية و0.68% من الأعراق الأخرى و1.64% من عرقين مختلطين أو أكثر و1.06% من الهسبانيون أو اللاتينيون من أي عرق.
بلغ عدد الأسر 365 أسرة كانت نسبة 40% منها لديها أطفال تحت سن الثامنة عشر تعيش معهم، وبلغت نسبة الأزواج القاطنين مع بعضهم البعض 64.9% من أصل المجموع الكلي للأسر، ونسبة 10.1% من الأسر كان لديها معيلات من الإناث دون وجود شريك، بينما كانت نسبة 4.1% من الأسر لديها معيلون من الذكور دون وجود شريكة وكانت نسبة 20.8% من غير العائلات. تألفت نسبة 16.7% من أصل جميع الأسر من عدة أفراد يعيشون في نفس المنزل ونسبة 7.9% كانت تتألف من شخص يعيش بمفرده يبلغ من العمر 65 عاماً أو أكثر. وبلغ متوسط حجم الأسرة المعيشية 2.82، أما متوسط حجم العائلات فبلغ 3.17.
بلغ العمر الوسطي للسكان 41.3 عاماً. وكانت نسبة 24% من القاطنين تحت سن الثامنة عشر، وكانت نسبة 8% بين الثامنة عشر والرابعة والعشرين عاماً، ونسبة 26.1% كانت واقعةً في الفئة العمرية ما بين الخامسة والعشرين والرابعة والأربعين عاماً، ونسبة 29.9% كانت ما بين الخامسة والأربعين والرابعة والستين، ونسبة 11.4% كانت ضمن فئة الخامسة والستين عاماً فما فوق. يوجد لكل 100 أنثى 97.9 ذكر، ويوجد لكل 100 أنثى في الثامنة عشر من عمرها فما فوق 94.5 ذكر.
بلغ متوسط دخل الأسرة في المدينة 65,833 دولارًا، أما متوسط دخل العائلة فبلغ 70,714 دولارًا. وكان متوسط دخل الذكور 42,833 دولارًا مقابل 34,375 دولارًا للإناث. وسجل دخل الفرد الخاص بالمدينة 24,369 دولارًا. وكانت نسبة 3.2% من العائلات ونسبة 3.5% من السكان تحت خط الفقر، وكان من هؤلاء نسبة 0% تحت سن الثامنة عشر ونسبة 13.2% في الخامسة والستين من العمر وما فوق.

### تعداد عام 2010
بلغ عدد سكان بورت ريبابليك 1,115 نسمة بحسب تعداد عام 2010، وبلغ عدد الأسر 415 أسرة وعدد العائلات 320 عائلة مقيمة في المدينة. في حين سجلت الكثافة السكانية 50.4 نسمة لكل كيلومتر مربع (130.5/ميل2). وبلغ عدد الوحدات السكنية 444 وحدة بمتوسط كثافة قدره 20.1 لكل كيلومتر مربع (52.1/ميل2).
وتوزع التركيب العرقي للمدينة بنسبة 95.78% من البيض و0.63% من الأمريكيين الأفارقة و0.45% من الأمريكيين الأصليين و0.90% من الأمريكيين ذوي الأصول الآسيوية و0.72% من الأعراق الأخرى و1.52% من عرقين مختلطين أو أكثر و2.96% من الهسبانيون أو اللاتينيون من أي عرق.
بلغ عدد الأسر 415 أسرة كانت نسبة 31.8% منها لديها أطفال تحت سن الثامنة عشر تعيش معهم، وبلغت نسبة الأزواج القاطنين مع بعضهم البعض 65.8% من أصل المجموع الكلي للأسر، ونسبة 8.7% من الأسر كان لديها معيلات من الإناث دون وجود شريك، بينما كانت نسبة 2.7% من الأسر لديها معيلون من الذكور دون وجود شريكة وكانت نسبة 22.9% من غير العائلات. تألفت نسبة 18.3% من أصل جميع الأسر من عدة أفراد يعيشون في نفس المنزل ونسبة 4.8% كانت تتألف من شخص يعيش بمفرده يبلغ من العمر 65 عاماً أو أكثر. وبلغ متوسط حجم الأسرة المعيشية 2.67، أما متوسط حجم العائلات فبلغ 3.03.
بلغ العمر الوسطي للسكان 46.1 عاماً. وكانت نسبة 22.2% من القاطنين تحت سن الثامنة عشر، وكانت نسبة 5.7% بين الثامنة عشر والرابعة والعشرين عاماً، ونسبة 20.3% كانت واقعةً في الفئة العمرية ما بين الخامسة والعشرين والرابعة والأربعين عاماً، ونسبة 39.1% كانت ما بين الخامسة والأربعين والرابعة والستين، ونسبة 12.6% كانت ضمن فئة الخامسة والستين عاماً فما فوق. وتوزع التركيب الجنسي للسكان بنسبة 48.1% ذكور و51.9% إناث.

## وصلات خارجية
- الموقع الرسمي